# Huambo
Huambo je grad u Angoli, glavni grad istoimene provincije. Nalazi se u središnjoj Angoli, 230 km istočno od obale Atlantskog oceana i oko 600 km jugoistočno od glavnog grada Luande.
Grad je poznat i kao Nova Lisboa ("Novi Lisabon"). Počeo se razvijati početkom 20. stoljeća, izgradnjom pruge na relaciji od primorskog Lobitoa do granice s današnjim DR Kongom. Ovdje su se, krajem 1960-ih, održavale automobilske utrke 6 Horas Internacionais de Nova Lisboa. Do 1975. i stjecanja neovisnosti Nova Lisboa razvila se u jedan od najznačajnijih gradova portugalskih kolonijalnih posjeda. Od 1975. do 2002. u Angoli je bjesnio građanski rat, što je uvelike unazadilo gradski razvoj i infrastrukturu.
Godine 1983. Huambo je imao 203.000 stanovnika.

## Vanjske poveznice

### Ostali projekti
|  | Zajednički poslužitelj ima još gradiva o temi Huambo |